# Tính xác thực các tuyên bố của Donald Trump

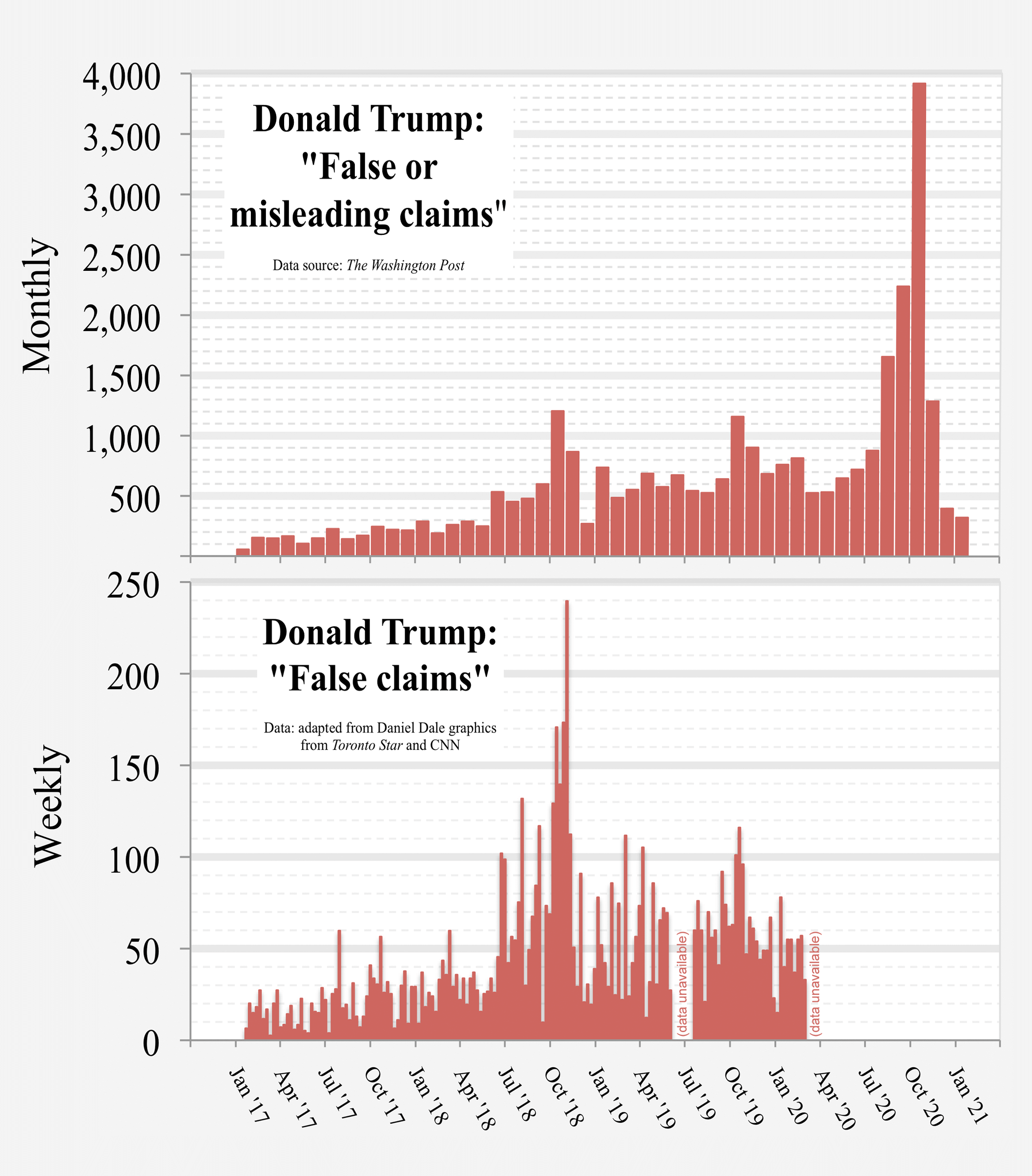
Khâu kiểm chứng nguồn tin từ The Washington Post và Toronto Star đã tổng hợp dữ liệu về "khiếu nại sai hoặc gây hiểu lầm" và "khiếu nại sai", tương ứng. Các đỉnh điểm vào cuối năm 2018 tương ứng với các cuộc bầu cử giữa nhiệm kỳ, vào cuối năm 2019 với cuộc điều tra luận tội của ông. The Post đã báo cáo 15.413 khiếu nại sai hoặc gây hiểu lầm trong 1.055 ngày, trung bình khoảng 14,6 mỗi ngày.

Donald Trump đã đưa ra nhiều tuyên bố sai lệch hoặc gây hiểu lầm, bao gồm hàng ngàn câu trong nhiệm kỳ tổng thống của ông. Các nhà bình luận và kiểm chứng nguồn tin đã mô tả việc này là "chưa từng có" trong chính trị Mỹ, và tính nhất quán của những sai lầm này đã trở thành một phần đặc biệt trong cả bản sắc kinh doanh và chính trị của ông. Trump được biết là đã đưa ra những tuyên bố gây tranh cãi và sau đó phủ nhận đã làm như vậy, và đến tháng 6 năm 2019, nhiều tổ chức tin tức đã bắt đầu mô tả một số sai lầm của ông là dối trá. Washington Post nói rằng việc ông thường xuyên lặp đi lặp lại các khiếu nại sai tương đương với một chiến dịch dựa trên phản thông tin.

## Thời kỳ làm tổng thống

### Kiểm chứng nguồn tin về các tuyên bố của Trump
Các tuyên bố của Trump với tư cách là tổng thống đã thu hút một số người kiểm chứng nguồn tin. Tony Burman viết: "Những sự giả dối và xuyên tạc mà Trump và các quan chức cấp cao của ông đã thốt ra, khích động mạnh các nhà báo và đã bị thách thức - dẫn đến sự nổi tiếng ngày càng tăng của 'người kiểm chứng nguồn tin' và các tường  thuật điều tra."  Tình hình ngày càng tồi tệ hơn, như được mô tả bởi nhà báo từng đoạt giải Pulitzer Ashley Parker: "Tổng thống Trump dường như đang nói ngày càng nhiều điều không đúng sự thật." 
Glenn Kessler cho biết vào năm 2017 rằng trong công việc của mình với tư cách là người kiểm chứng nguồn tin cho tờ The Washington Post, không có sự so sánh giữa Trump và các chính trị gia khác. Kessler đưa ra đánh giá tồi tệ nhất của mình cho các chính trị gia khác 15 phần trăm đến 20 phần trăm thời gian, nhưng đã trao cho Trump 63 phần trăm đến 65 phần trăm thời gian. Kessler đã viết rằng Trump là chính trị gia với các tuyên bố gây nhiều thử thách nhất mà ông từng gặp phải và than thở rằng "tốc độ và khối lượng sai lầm của tổng thống có nghĩa là chúng ta không thể theo kịp." 
Khâu kiểm chứng nguồn tin của Washington Post đã tạo ra một thể loại mới về sự giả dối vào tháng 12 năm 2018, "Pinocchio không đáy", cho những sự giả dối đã được lặp đi lặp lại ít nhất 20 lần (thường là "không thể nghi ngờ chính trị gia nào biết được sự kiện do mình nêu ra là sai"). Trump là chính trị gia duy nhất đáp ứng tiêu chuẩn của thể loại này, với 14 tuyên bố ngay lập tức đủ điều kiện cho thể loại này. Theo tờ Washington Post, Trump đã lặp đi lặp lại một số sai lầm rất nhiều lần đến nỗi ông đã tham gia một cách hiệu quả loan truyền thông tin sai lệch.
Giáo sư Robert Prentice tóm tắt quan điểm của nhiều người kiểm chứng nguồn tin:
Đây là vấn đề: Khi người kiểm chứng nguồn tin Glenn Kessler đã lưu ý vào tháng 8, trong khi bà Clinton nói dối nhiều như một chính trị gia trung bình, việc nói dối của Tổng thống Donald Trump là "ngoài bảng xếp hạng". Không có chính trị gia nổi bật nào đánh bại Trump với những lời dối trá ngoạn mục, nghiêm trọng, dễ bị chứng minh là sai. Việc cáo buộc Obama không sinh ra ở Mỹ. Cáo buộc không có bằng chứng là có từ 3 tới 5 triệu phiếu bầu bất hợp pháp cho Hilary Clinton. Việc Trump cho là truyền thông sửa hình tham dự lễ nhậm chức của ông làm cho có vẻ như số người tham dự ít hơn là buổi lễ của Obama. Vân vân và vân vân. Mỗi người kiểm chứng nguồn tin, Kessler, Factcheck.org, Snopes.com, PolitiFact, tìm thấy một mức độ không thể so sánh được với bất kỳ chính trị gia nào mà họ từng xem xét kỹ lưỡng. Chẳng hạn, 70 phần trăm các tuyên bố trong cuộc tranh cử của ông được PolitiFact kiểm tra hầu hết là sai, hoàn toàn sai.

Vào cuối năm 2018, Kessler cung cấp một bản tóm tắt sơ lược về tốc độ gia tăng các tuyên bố sai lầm của Trump trong năm:
Trump bắt đầu năm 2018 với tốc độ tương tự như năm ngoái. Đến tháng Năm,  tính trung bình khoảng 200 đến 250 phát biểu sai mỗi tháng. Nhưng tốc độ của ông ta đột nhiên bùng nổ vào tháng 6, khi ông ta đạt tới 500 điều sai lầm, khi ông ta dường như  chuyển sang chế độ tranh cử. Ông thốt ra thêm gần 500 điều như vậy trong cả tháng Bảy và tháng Tám, gần 600 vào tháng Chín, hơn 1.200 vào tháng Mười và gần 900 vào tháng Mười Một. Vào tháng 12, Trump trở lại tốc độ khoảng trên 200 điều.

Một số trang web kiểm chứng nguồn tin lớn thường xuyên kiểm tra phát biểu Trump, bao gồm:
- PolitiFact,[17] đã trao cho Trump giải "Lời nói dối của năm" vào năm 2015,[18] 2017 [19] và 2019.[20]
- FactCheck.org,[21] đã phong cho Trump cái tên "King of Whoppers" năm 2015.[22]
- The Washington Post, cho biết vào tháng 12 năm 2019 rằng Trump đã đưa ra hơn 15.413 tuyên bố sai lệch hoặc dẫn tới hiểu lệch lạc với tư cách là tổng thống,[1] trung bình khoảng 14,6 tuyên bố như vậy mỗi ngày.
- The Toronto Star,  cho biết, tính đến tháng 5 năm 2019, Trump đã đưa ra gần 5.000 tuyên bố sai lầm kể từ khi nhậm chức.[23]

Vào cuối mùa hè 2018, các phương tiện truyền thông đã tranh luận về việc có nên sử dụng từ "dối trá" để mô tả những phát biểu sai lầm của Trump hay không. Tuy nhiên, đến tháng 6 năm 2019, nhiều tổ chức thông tin, bao gồm CNN, Star Tribune, Financial Times, Los Angeles Times, Chicago Tribune, The New Yorker và Foreign Policy, đã bắt đầu mô tả một số tuyên bố sai lầm của Trump là dối trá. Toronto Sun là một trong những tờ báo đầu tiên sử dụng từ "dối trá" để mô tả các tuyên bố của Trump và tiếp tục làm như vậy thường xuyên. Tuy nhiên, một số tổ chức tiếp tục né tránh dùng từ đó. Glenn Kessler, tác giả của chuyên mục "Khâu cụ kiểm chứng nguồn tin" của tờ The Washington Post, đã sử dụng từ "dối trá" chỉ một lần để mô tả các tuyên bố của Trump, mặc dù đôi khi ông đã sử dụng thuật ngữ khác ám chỉ nói dối.
Kể từ ngày 9 tháng 10 năm 2019, nhóm kiểm chứng nguồn tin của The Washington Post đã ghi nhận rằng Trump đã "đưa ra 13.435 tuyên bố sai lệch hoặc gây hiểu lầm trong 993 ngày". Vào ngày 18 tháng 10 năm 2019, bản tin của Washington Post Fact Checker đã tóm tắt tình trạng:
Một ngàn ngày của Trump.
 Chúng tôi thường nghe những người đọc tự hỏi, khuynh hướng Tổng thống Trump nói những điều sai lầm chồng chất so với các tổng thống trước đây như thế nào. Nhưng không có sự so sánh: Trump tồn tại trong một giải đấu của riêng mình. Lừa dối, đánh lạc hướng, thao tác, chỉnh sửa, tự hào vô lý, và trong một số trường hợp, những lời nói dối có thể chứng minh được, là cốt lõi cho chính trị của ông.

### Thăm dò tín nhiệm
Theo cuộc thăm dò của CNN-SSRS tháng 9 năm 2018, chỉ có 32% người Mỹ thấy Trump trung thực và đáng tin cậy, điều tồi tệ nhất trong lịch sử thăm dò của CNN. Con số vào ngày bầu cử, ngày 8 tháng 11 năm 2016, là 33%.

### Bình luận và phân tích
Là tổng thống, Trump thường xuyên đưa ra những tuyên bố sai lệch trong các bài phát biểu và nhận xét công khai. Trump đã thốt lên "ít nhất một tuyên bố sai lệch hoặc gây hiểu lầm mỗi ngày vào 91 trong 99 ngày đầu tiên của ông" khi nhậm chức theo tờ New York Times, và tổng cộng 1.318 câu phát biểu trong 263 ngày đầu tiên khi nhậm chức theo như cột phân tích "Kiểm tra nguồn tin" của The Washington Post. Theo kiểm điểm của báo này, Trump phải mất tới 601 ngày để đạt được 5.000 tuyên bố sai lệch hoặc gây hiểu lầm và 226 ngày nữa để đạt mốc 10.000. Trong bảy tuần trước cuộc bầu cử giữa nhiệm kỳ, nó đã tăng lên trung bình 30 câu mỗi ngày   từ 4,9 câu trong 100 ngày đầu tiên khi nhậm chức. Báo Washington Post tính ra, Trump trung bình đưa ra 15 tuyên bố sai lệch mỗi ngày trong năm 2018.
Ban biên tập tờ New York Times thường xuyên chê trách sự không trung thực của Trump. Vào tháng 9 năm 2018, hội đồng quản trị gọi ông là "một tổng thống không có mối quan hệ rõ ràng với sự thật". Tháng tiếp theo, hội đồng quản trị đã công bố một ý kiến có tiêu đề, "Donald Trump is Lyin 'Up a Storm" (Trump nói dối như bão tố).
Trong tạp chí Đối thoại phân tâm học, Tiến sĩ Donnel B. Stern đã bình luận về những phát biểu sai lầm của Trump trong nhiệm kỳ tổng thống của ông. Stern viết rằng "Donald Trump nói dối thường xuyên đến nỗi một số người đã tự hỏi liệu ông ta có đầu độc giếng không [...] Chúng tôi hy vọng các chính trị gia sẽ nói lên sự thật. Nhưng Trump là một động vật hoàn toàn khác. Ông ta nói dối như một chính sách. bất cứ điều gì ông ta muốn, và ông ta rõ ràng cảm thấy hoàn toàn hợp lý khi làm điều đó... Ông ta sẽ nói bất cứ điều gì để làm hài lòng những gì được gọi là 'những người ủng hộ ông ta' và làm tăng cảm giác quan trọng của chính ông ta. "
James Comey đã có những cuộc thảo luận thường xuyên với Trump, và trong cuộc phỏng vấn chính đầu tiên sau khi ông bị sa thải, ông đã mô tả Trump là một kẻ nói dối nối tiếp, phát biểu sai lầm "khó hiểu, không cần thiết":
Đôi khi ông ta nói dối một cách hiển nhiên, đôi khi ông ta nói những điều mà chúng ta có thể không biết là đúng hay sai và sau đó có một quang phổ ở giữa... ông ta là một người mà đối với ông ta, sự thật không có một giá trị cao.

Nhà bình luận của Washington Post, Greg Sargent, đã chỉ ra 8 trường hợp các quan chức chính phủ lặp đi lặp lại hoặc đưa ra thông tin sai lệch để hỗ trợ cho các phát biểu giả dối của Trump, bao gồm nhiều tuyên bố sai lầm về những kẻ khủng bố vượt qua hoặc cố gắng vượt qua biên giới Mexico, rằng 10% việc cắt giảm thuế của tầng lớp trung lưu đã được thông qua, và một video được giả mạo để biện hộ cho việc Jim Acosta bị loại khỏi phòng họp báo của Nhà Trắng.

### Chủ đề cụ thể

#### Đám đông trong ngày lễ nhậm chức
Nhiệm kỳ Tổng thống của Trump bắt đầu với một loạt các sai lầm bắt nguồn từ chính Trump. Một ngày sau khi nhậm chức, ông đã cáo buộc các phương tiện truyền thông nói dối về số lượng của đám đông trong ngày nhậm chức. Sau đó, ông phóng đại số lượng, và thư ký báo chí Nhà Trắng Sean Spicer ủng hộ các tuyên bố của ông. Khi Spicer bị buộc tội cố ý làm sai lệch các số liệu,  Kellyanne Conway, trong một cuộc phỏng vấn với Chuck Todd của NBC, đã bảo vệ Spicer bằng cách nói rằng ông ta chỉ trình bày "sự thật thay thế" ("alternative facts"). Todd trả lời bằng cách nói, "Những sự thật thay thế không phải là sự thật; chúng là sự giả dối." 

#### Kết quả bầu cử
Trump tiếp tục tuyên bố rằng chiến thắng đại cử tri đoàn của ông là một chiến thắng long trời lở đất;  rằng ba trong số các bang mà ông không giành chiến thắng trong cuộc bầu cử năm 2016 có "gian lận cử tri nghiêm trọng";  và rằng bà Clinton đã nhận được 3 triệu đến 5 triệu phiếu bầu bất hợp pháp. Tháng 3 năm 2017, Trump đã đưa ra cáo buộc nghi ngờ là có nghe lén tại Trump Tower, việc mà Bộ Tư pháp đã hai lần bác bỏ. Vào tháng 1 năm 2018, Trump tuyên bố rằng các văn bản giữa các nhân viên FBI Peter Strzok và Lisa Page tương đương với "tội phản quốc", nhưng The Wall Street Journal đã xem xét chúng và kết luận rằng các văn bản "không cho thấy bằng chứng nào về âm mưu chống lại" Trump.

#### Thuyết âm mưu Spygate
Vào tháng 5 năm 2018, Trump đã phát triển và loan truyền thuyết âm mưu Spygate  cho rằng chính quyền Barack Obama đã gài một gián điệp vào chiến dịch tranh cử tổng thống năm 2016 của Trump để hỗ trợ bà Hillary Clinton giành chiến thắng trong cuộc bầu cử tổng thống Mỹ năm 2016 

#### Chính sách chia cách gia đình
Tổng thống Trump đã  nói sai và nhiều lần lập lại rằng ông thừa hưởng chính sách chia cách gia đình của chính quyền Obama, người tiền nhiệm. Vào tháng 11 năm 2018, Trump nói: "Tổng thống Obama đã tách trẻ em khỏi các gia đình và tất cả những gì tôi làm là dùng cùng một đạo luật, và sau đó tôi đã làm nhẹ luật đó". Vào tháng 4 năm 2019, Trump nói: "Tổng thống Obama đã tách trẻ em. Họ đã chia cách trẻ em; tôi là người đã thay đổi nó". Vào tháng 6 năm 2019, Trump nói: "Tổng thống Obama có chính sách chia cách. Tôi không có làm như vậy. Ông ấy đã có làm điều đó. Tôi đã mang các gia đình lại với nhau. Tôi là người kết nối họ lại... Tôi thừa hưởng chính sách chia cách, và tôi đã thay đổi nó. " Khẳng định của Trump là sai, vì chính quyền Obama không có chính sách chia cách một cách có hệ thống các gia đình nhập cư, trong khi "chính sách không khoan nhượng" không được lập ra cho đến tháng 4 năm 2018. Politifact trích lời các chuyên gia nhập cư nói rằng dưới thời chính quyền Obama, các gia đình đã bị giam giữ và thả ra cùng với nhau và việc chia cách hiếm khi nào xảy ra.